# Chiesa di San Sigismondo (Cremona)
La chiesa di San Sigismondo è un luogo di culto cattolico di Cremona, situato in largo Bianca Maria Visconti, presso l'Ospedale Maggiore..
È la chiesa abbaziale del monastero omonimo, dedicato a San Giuseppe e retto dal 2007 dalle Monache domenicane di clausura. La chiesa, a navata unica con cappelle laterali, venne affrescata a partire dal 1535 e rappresenta uno dei più significativi complessi decorativi del Manierismo cinquecentesco dell'Italia settentrionale, stilisticamente armonico e unitario nonostante l'intervento di diversi pittori (Camillo Boccaccino, Francesco Boccaccino, Giulio Campi, Bernardino Campi, Bernardino Gatti, Antonio Campi e altri).

## Storia
Sul sito dell'odierno monastero, sorgeva un'antica chiesetta, già dedicata a san Sigismondo, dove il 25 ottobre 1441 Bianca Maria Visconti, unica figlia del Duca di Milano Filippo Maria e ultima erede della dinastia viscontea, sposò Francesco Sforza, figlio del condottiero Muzio Attendolo e fondatore della dinastia sforzesca. Fu scelto questo sito per l'importante avvenimento che consentì il passaggio del ducato di Milano dai Visconti agli Sforza, in quanto la città di Cremona fu la dote che Bianca Maria portò al matrimonio. A memoria dell'evento fu decisa dai duchi la demolizione della primitiva chiesetta già dedicata dai frati Vallombrosani a San Sigismondo, e l'edificazione del nuovo monastero affidato ai monaci Gerolamini. Il 20 giugno 1463 avvenne la posa della prima pietra, tuttora visibile alla prima cappella di destra entrando, alla presenza di Bianca Maria Visconti e Francesco Sforza, di Bernardo Rossi di Parma, vescovo di Cremona, e dell'architetto Bartolomeo Gadio. L'anno seguente la duchessa donò in perpetuo tutti i beni del monastero ai monaci dell’ordine degli eremiti di San Gerolamo dell’osservanza, concedendo loro le consuete esenzioni dai dazi e altri privilegi e immunità. Il carattere di fabbrica ducale della chiesa di San Sigismondo porta a supporre che l’edificio possa aver avuto all’origine un progetto unitario, approvato dalla stessa Bianca Maria e dovuto a un architetto scelto dai duchi, che una lunga tradizione storiografica identificava in Bartolomeo Gadio, ipotesi abbandonata negli studi più recenti. Il cantiere, infatti, dopo una lunga gestazione successiva alla morte di Bianca Maria, fu portato a termine solo a partire dagli anni novanta, anche per interessamento di Ludovico il Moro, tanto che gli alzati della chiesa che oggi vediamo sembrano per lo più datarsi a questa fase: i lavori di erezione della facciata ebbero inizio nel 1492 e si completarono intorno al 1510, con la costruzione del campanile.

### La decorazione interna

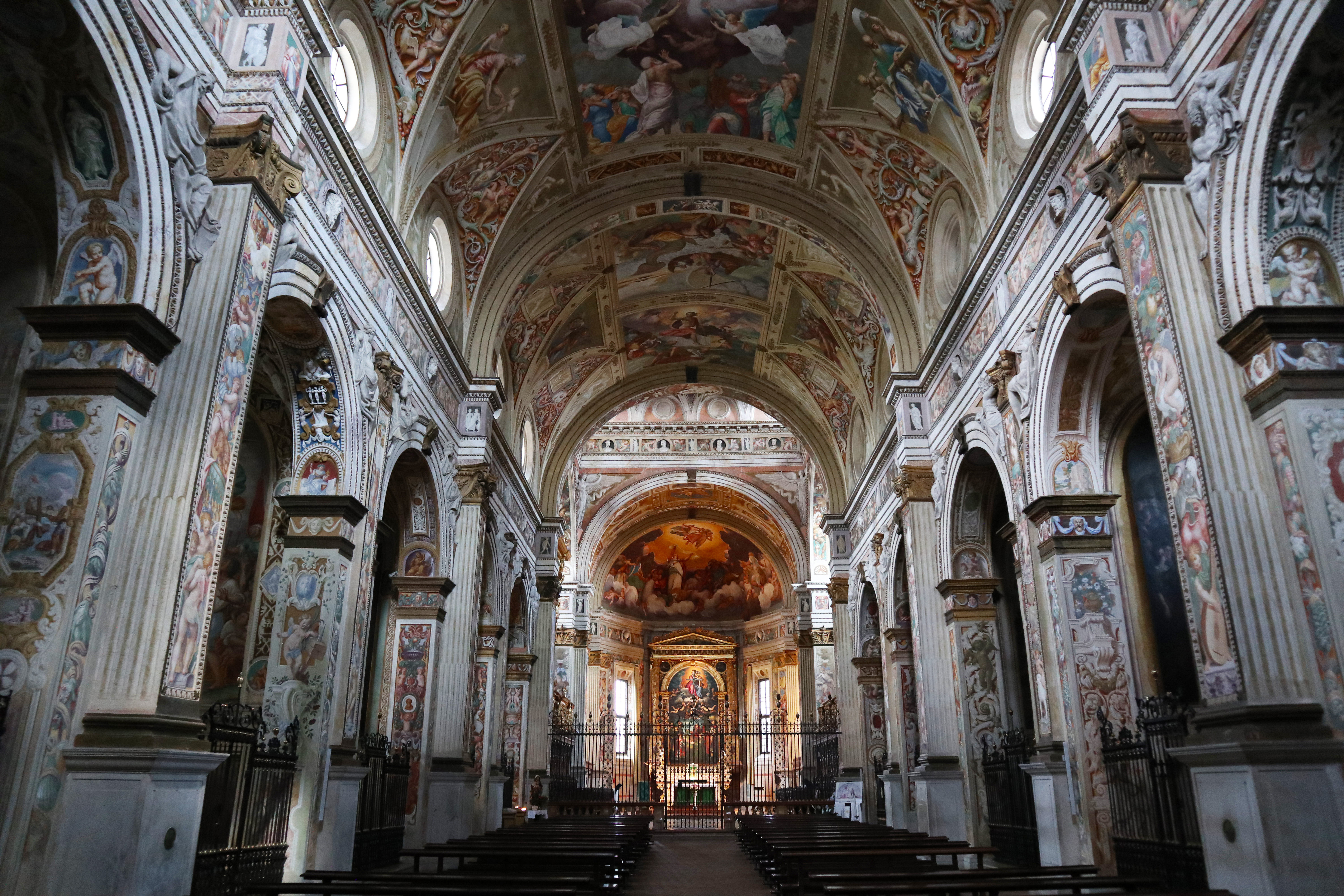
L'interno

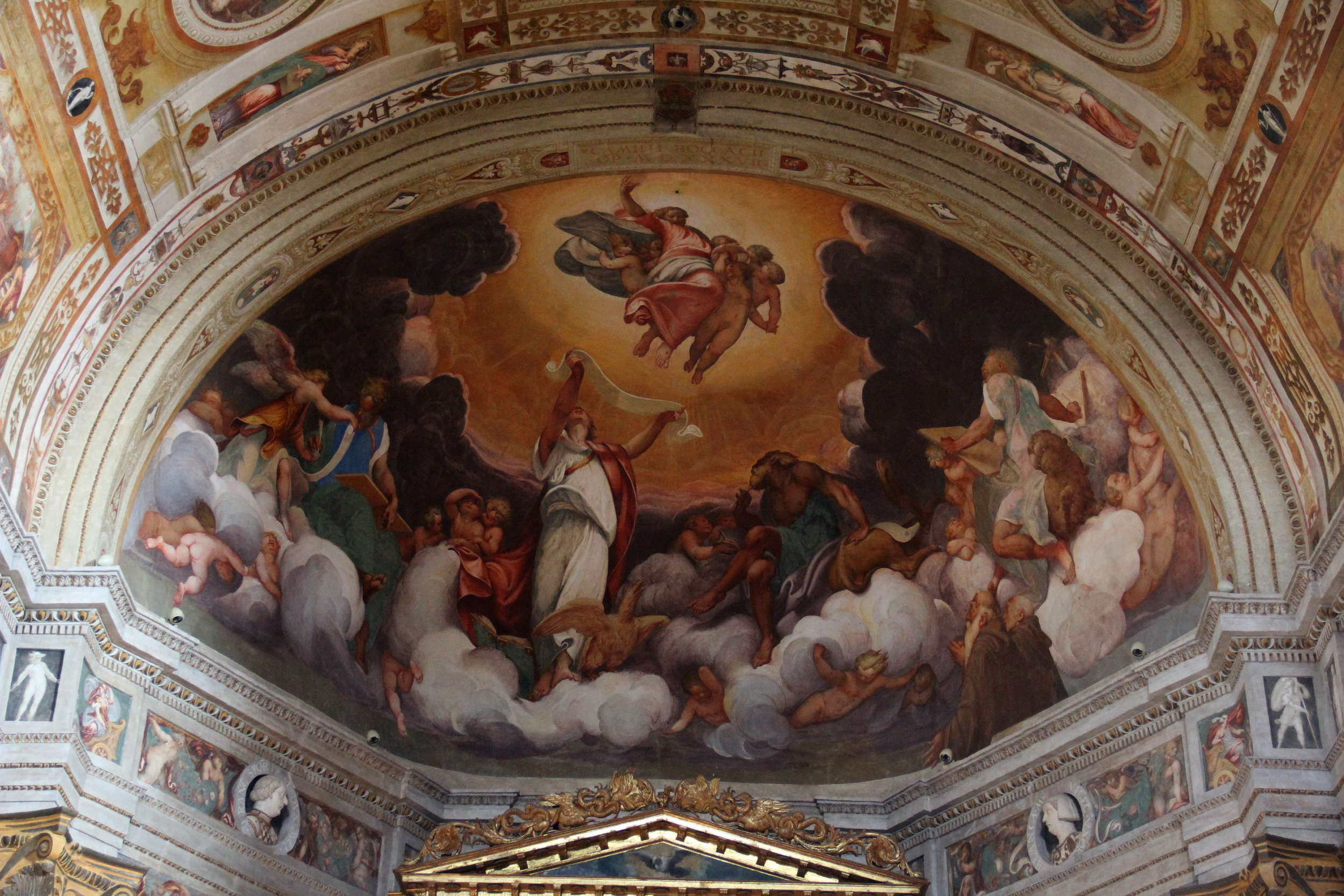
Camillo Boccaccino, Cristo in gloria con i quattro evangelisti

La decorazione ad affresco venne avviata nel 1535 quando fu affidata al pittore cremonese Camillo Boccaccino, con un contratto per gli affreschi dell'abside finanziato dal duca Francesco II. La prima opera realizzata fu il catino absidale. Qui il Cristo è rappresentato con un virtuosistico scorcio al centro di un alone di luce, sorretto da angeli. L'effetto luministico è accentuato dal contrasto fra le nubi bianche in primo piano e le nubi scure del secondo piano, rappresentate in controluce. Nelle figure dei quattro evangelisti, e nei due monaci sottostanti che sono rappresentati come spettatori della scena, si alternano brani di eleganza lineare a particolari di spiccato realismo. L'opera risulta nel complesso originale pur mostrando affinità con l'impianto illusivo della cupola di San Giovanni realizzata da Correggio a Parma. Rimanda invece ai preziosismi decorativi tipici del Parmigianino e alle novità introdotte da Giulio Romano, la raffinata decorazione della volta del presbiterio, dove entro una trama di grottesche sono rappresentati episodi del vecchio testamento. L'eccentrica fantasia del Boccaccino scorre senza freni anche nelle lesene, ove nudi putti giocano con armi, trofei, strumenti musicali, animali e mostri dalle vivaci e contrastanti cromie. Nel 1540 lo stesso artista realizza le scene di Cristo e l'adultera e la Resurrezione di Lazzaro alle pareti, con soluzioni ancora inconsuete e sorprendenti. 
Nel 1539 si affianca al Boccaccino come frescante il maggiore dei fratelli Campi, Giulio, cui viene affidata anche la pala per l'altare maggiore, conservata nell'originale cornice monumentale. Rappresenta la Madonna in gloria con i santi Crisante, Daria, Sigismondo e Girolamo, che indicano la Vergine ai duchi Bianca Maria e Francesco Sforza ritratti inginocchiati in primo piano, abbigliati con sontuose vesti dell'epoca. Giulio Campi prosegue quindi ad affrescare la superficie delle volte e delle pareti del transetto, sempre seguendo lo schema compositivo ideato dal Boccaccino in precedenza. Sono qui rappresentati i quattro dottori della Chiesa, angeli con i simboli della passione, ed episodi biblici (Il giudizio di Salomone, la regina di Saba, la raccolta della manna e il miracolo dell'acqua). Anche lo stile di Giulio, dall'acceso colorismo e dal vivace ritmo, riprende modelli desunti da Correggio e Pordenone.

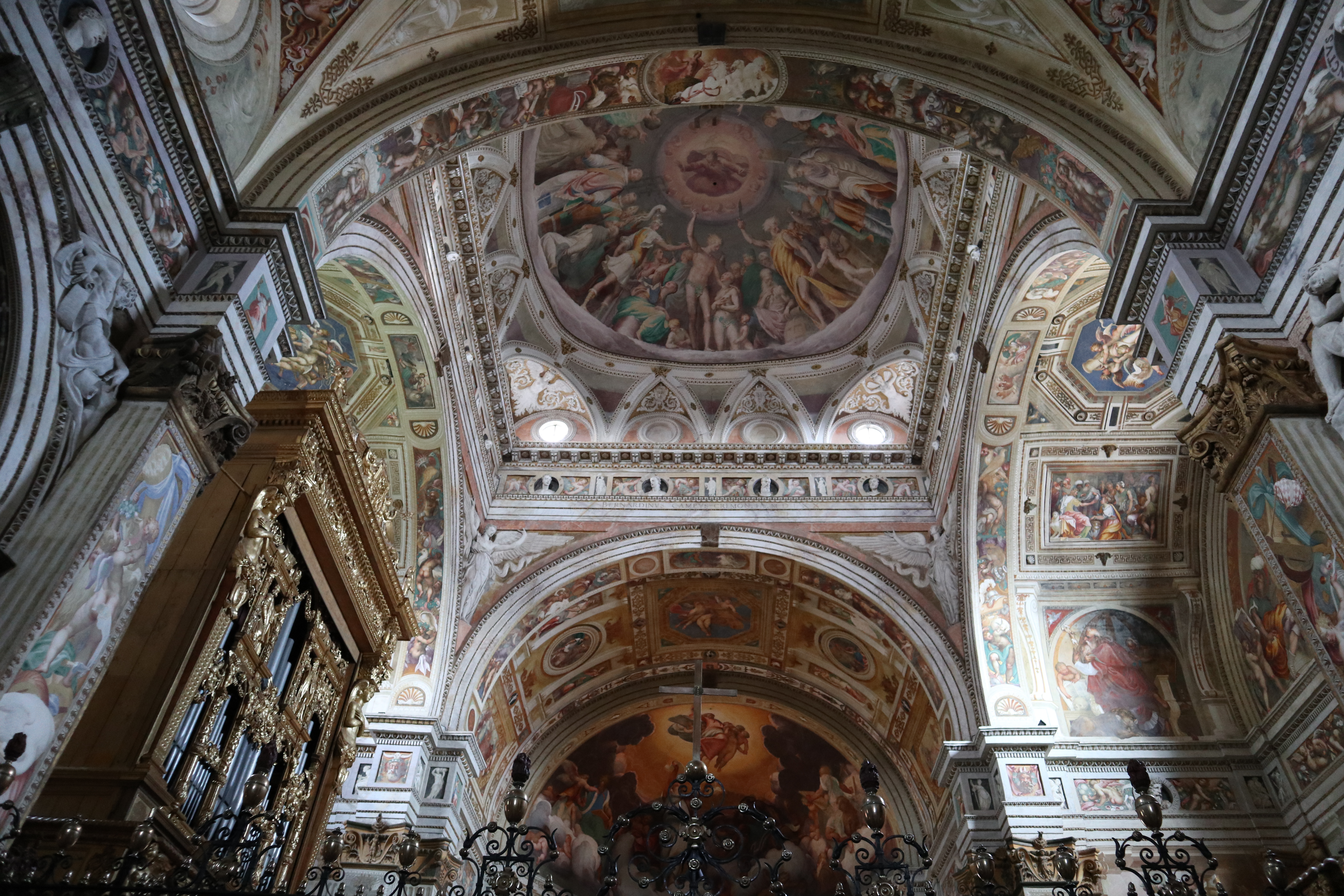
Le volte del presbiterio

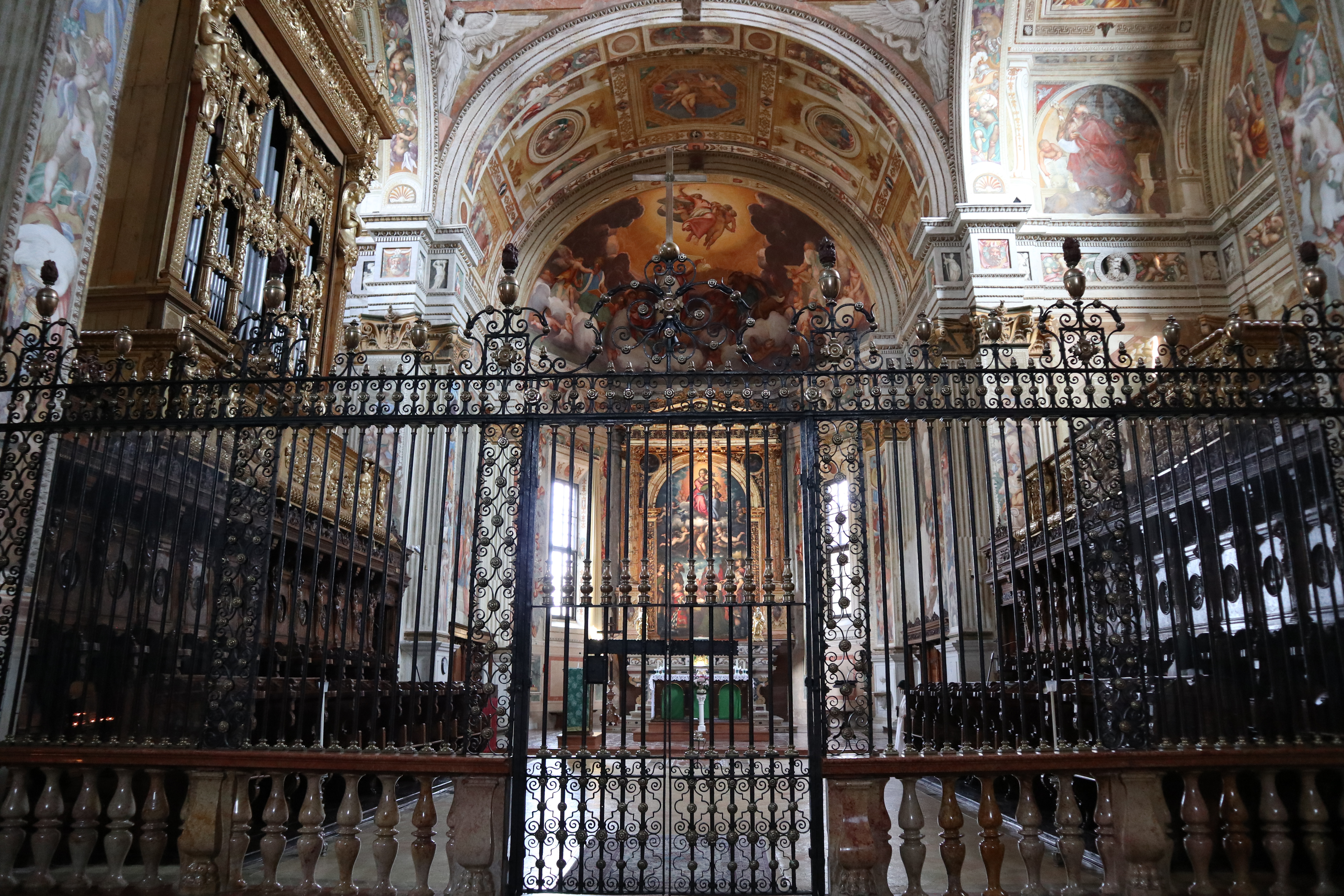
Il presbiterio

Con la prematura scomparsa di Camillo Boccaccino nel 1545, è Bernardino Campi a rilevarne la bottega e le importanti commissioni, fra cui gli affreschi di san Sigismondo, ove realizza l'affresco con il Paradiso nella finta cupola, dove attorno al Padre Eterno, si possono riconoscere in piedi sul bordo patriarchi biblici (Adamo ed Eva, Noè, Abramo e Isacco, Aronne, Mosè, Davide) e santi (Giovanni Battista, Domenico, Crisante e Daria).
Nei riquadri centrali della volta a botte che ricopre la navata, si alternano il poco noto Domenico de Siccis, con la Resurrezione di Cristo e Giona rigettato dalla balena, Bernardino Gatti (detto il Soiaro) che firma l'Ascensione e Giulio Campi che realizza la Pentecoste nella prima campata e in controfacciata l'Annunciazione. Nella virtuosistica Pentecoste il Campi realizza con arditi accorgimenti prospettici le figure degli apostoli disposti a cerchio intorno al vortice dello Spirito Santo, con una tecnica appresa dal Giulio Romano di Palazzo Te a Mantova. La decorazione della volta prosegue con le figure dei Profeti, nelle vele, e nelle esuberanti grottesche che incorniciano tondi a monocromo, realizzati sempre dagli stessi tre autori.

#### Le cappelle laterali

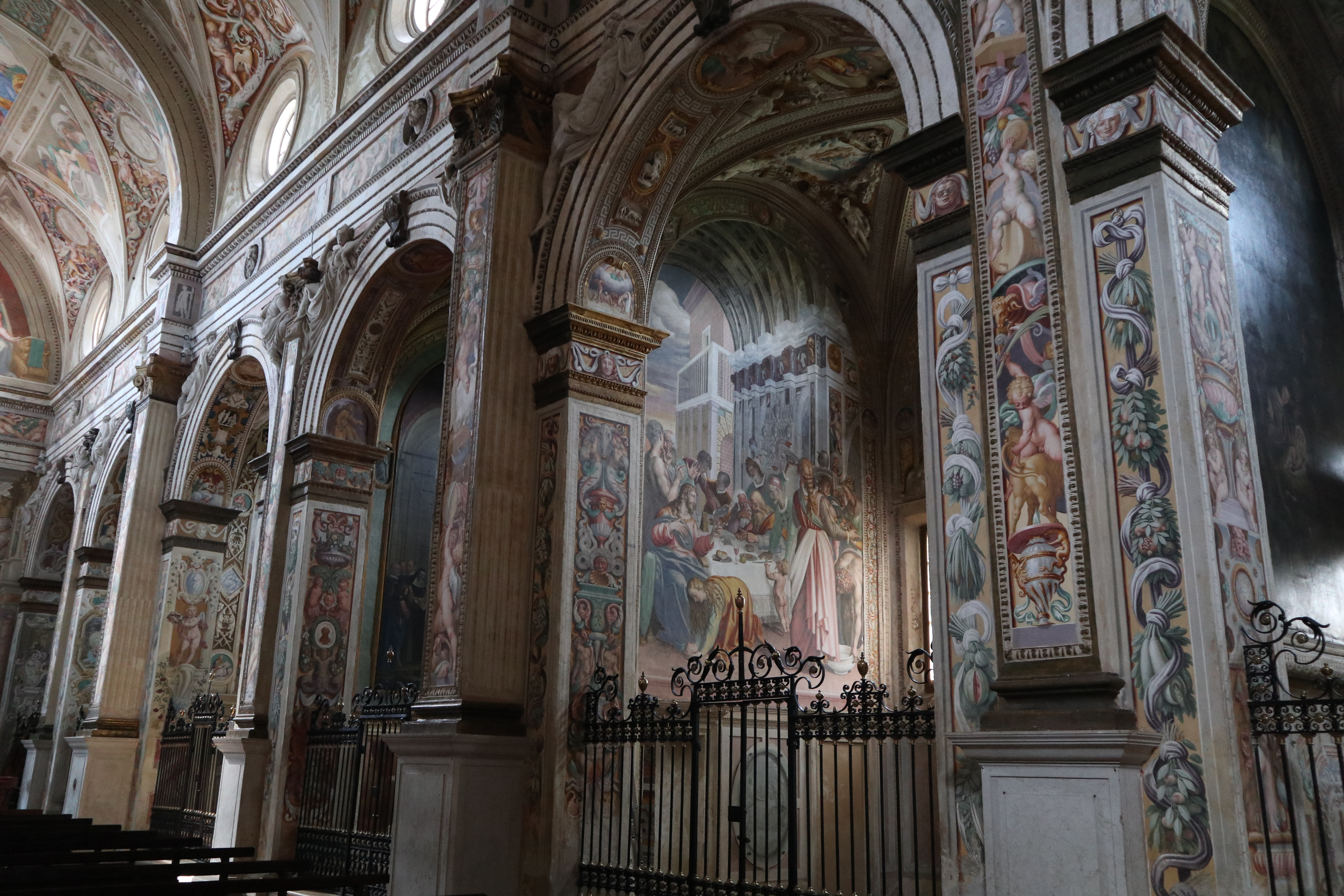
Le cappelle laterali.

Negli stessi anni in cui è decorata la navata centrale, è iniziata la decorazione delle dodici cappelle laterali, a cominciare dalle più vicine al presbiterio, fino alle ultime che verranno completate solo nel Settecento. La prima cappella sulla sinistra dell'altare maggiore fu affidata a Gervasio Gatti, nipote di Bernardino Gatti, che vi realizza due tele, La natività e il Riposo della fuga in Egitto. Notevoli nella natività sono i ricercati effetti luministici, che la luce soprannaturale irradiata dal bambino genera sia sui volti che sulle sagome dei pastori e del cane in primo piano, così come la profonda umanità ispirata dalla resa naturalistica delle figure.
Nella prima cappella a destra, dedicata a san Gerolamo, è la pala di Bernardino Campi con i due santi eremiti, Gerolamo e Antonio Abate. La seconda cappella, dedicata ai santi Filippo e Giacomo è frutto della collaborazione di Bernardino, che realizza affreschi e stucchi della volta, e Giulio, che firma la pala d'altare.
La seconda cappella a sinistra è opera di Antonio Campi, allievo del fratello Giulio, di quindici anni maggiore. Qui realizza sia l'elegante decorazione della volta, che i due affreschi con il battesimo di Cristo e la cena in casa di Simone, così come la decollazione del Battista.

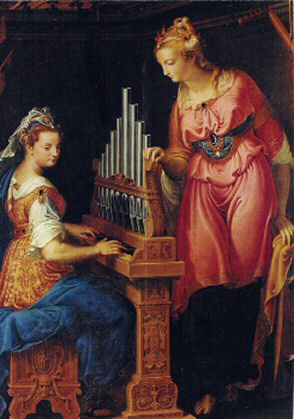
Bernardino Campi, Le sante Cecilia e Caterina

La decorazione delle altre cappelle fu realizzata nel corso del XVII e XVIII secolo, ad eccezione della tela con Le sante Cecilia e Caterina, di Bernardino Campi, sull'altare della cappella omonima (quarta dall'altare maggiore, a sinistra). L'opera, realizzata a Milano dove Bernardino era titolare di una fiorente bottega nel 1565, a fronte di una composizione semplice e statica delle due sante, mostra una raffinata ricerca di eleganza nella resa di tutti i dettagli, dai gioielli, ai tessuti, all'organo intagliato.
La terza cappella, dedicata a santa Paola romana, contiene tele del cremonese Giovan Battista Natali, allievo di Pietro da Cortona.
Oltre il percorso pittorico di abside, coro, transetti e navata sono notevoli diverse pale d'altare e decorazioni pittoriche delle dodici cappelle laterali. Pregevoli sono anche le cancellate in ferro battuto e ottone, il coro ligneo, la cantoria (secoli XVI-XVII). L'organo è stato costruito da Luigi Vincenzo Acerbis nel 1861 con riutilizzo delle canne del precedente strumento edificato da Giovanni Francesco Maineri nel 1567. È collocato nella monumentale cassa originale disegnata da Bernardino Campi e dorata da Matteo Pesenti detto "il Sabbioneta".

### Il convento
Adiacente alla chiesa è il chiostro dell'antico convento, terminato nel 1505 e un tempo ricco di affreschi. La porta che lo collega alla chiesa fu realizzata nel 1536 da Paolo e Giuseppe Sacca, appartenenti a una famiglia di intagliatori cremonesi. Interamente in rovere è decorata con i simboli araldici delle famiglie Visconti e Sforza. Sul lato opposto vi è la porta di accesso all'antico refettorio dei monaci, al cui interno è visibile un'Ultima Cena dipinta nel 1508 da Tommaso Aleni, che ripropone la nuova iconografia che Leonardo aveva realizzato per il Cenacolo di Santa Maria delle Grazie a Milano.
Soppressi i Girolamini nel 1798 la chiesa, già diventata parrocchiale nel 1774, rimase tale fino all'insediamento delle monache domenicane di clausura del monastero di San Giuseppe l'8 dicembre 2007, provenienti da Fontanellato. Chiesa e complesso sono tornati così alla loro destinazione originaria di monastero.